# Cantón de Bidache
El cantón de Bidache era una división administrativa francesa, situada en el departamento de los Pirineos Atlánticos y la región Aquitania.

## Composición
El cantón de Bidache agrupaba 7 comunas:
- Arancou
- Bardos
- Bergouey-Viellenave
- Bidache
- Came
- Guiche
- Sames

## Consejeros generales
| Fecha de elección                          | Identidad             | Partido | Calidad                               |
| ------------------------------------------ | --------------------- | ------- | ------------------------------------- |
| 1958                                       | Léon Salagoïty        |         |                                       |
| 1964                                       | Vincent Pochelu       |         |                                       |
| 1970                                       | Léon Salagoïty        |         |                                       |
| 1973                                       | Vincent Pochelu       |         |                                       |
| 1976                                       | Maurice Baraton       |         |                                       |
| 1982                                       | Jean-Jacques Lasserre | UDF     |                                       |
| 1988                                       | Jean-Jacques Lasserre | UDF     |                                       |
| 1994                                       | Jean-Jacques Lasserre | UDF     | alcalde de Bidache consejero regional |
| 2001                                       | Jean-Jacques Lasserre | UDF     | Presidente del consejo general        |
| No se conocen los datos anteriores a 1958. |                       |         |                                       |

## Supresión del cantón de Bidache
En aplicación del Decreto n.º 2014-248 de 25 de febrero de 2014 el cantón de Bidache fue suprimido el 22 de marzo de 2015 y sus siete comunas pasaron a formar parte, cuatro del nuevo cantón de País de Bidache-Amikuze y Ostibarre y tres del nuevo cantón de Nive-Adour.